# Gentjana Rochi
Gentjana Rochi, in cirillico macedone Гентјана Рочи (Gostivar, 17 settembre 1994), è una calciatrice macedone, attaccante del KuPS e della nazionale macedone.

## Carriera

### Club
Rochi ha iniziato la sua carriera nelle giovanili del Borec, squadra di seconda divisione macedone, dove ha debuttato in prima squadra a 15 anni nella stagione 2010-2011. Dopo il suo primo anno da professionista, si è trasferita alle campionesse in carica del Naše Taksi, con le quali ottiene il suo primo trofeo contribuendo alla conquista del double campionato-coppa 2011-2012.
Nell'estate del 2012 coglie l'occasione per giocare il suo primo campionato all'estero, quello tedesco, firmando un contratto con il Cloppenburg, squadra che per la stagione entrante disputa il girone nord della 2. Frauen-Bundesliga, il secondo livello del campionato nazionale. Sotto la guida tecnica di Tanja Schulte, alla sua prima stagione in Germania condivide con le compagne l'ottimo campionato in cadetteria, grazie anche alle sue 8 reti su 17 incontri di campionato, che fanno conquistare al suo club per la prima volta l'accesso alla Frauen-Bundesliga, vincendo il girone con 7 punti di vantaggio sull'Herforder. A disposizione di Schulte anche la stagione successiva, viene impiegata in sole 10 occasioni, debuttando in massima serie alla 3ª giornata, il 3 ottobre 2013, nella sconfitta casalinga per 4-0 con il 1. FFC Francoforte. In quella stagione la sua squadra non riesce a essere sufficientemente competitiva, faticando a staccarsi dalla parte bassa della classifica di Bundesliga e terminando all'11º e penultimo posto, posizione che la relega alla retrocessione.
Dopo due stagioni al club di Cloppenburg Rochi ha lasciato la Germania per unirsi al Lucerna, in Svizzera, nell'agosto del 2014. Rochi è apparsa in 18 partite per la squadra femminile del FCL nella stagione 2014-2015, segnando 6 gol, prima di lasciare la Svizzera nell'estate del 2015.
È tornata a Cloppenburg all'inizio di agosto 2015, dove ha segnato subito in una prova contro l'Arminia Ibbenbüren.
Nell'estate del 2016, dopo aver sostenuto un provino con il Bayer Leverkusen, il 10 agosto firma un contratto con il club di Leverkusen tornando a disputare il campionato tedesco di primo livello per la stagione entrante.
Dopo essere stata impiegata dal tecnico Verena Hagedorn nella sola 4ª giornata di campionato, sostituendo Lisa Schwab al 71' nella sconfitta interna per 1-0 con il Bayern Monaco, venendo aggregata alla squadra riserve (Bayer Leverkusen II), giocando 4 partite in Regionalliga West, il 2 febbraio 2017 viene annunciato il suo ritorno al Cloppenburg dopo un anno e mezzo di assenza.

## Palmarès

### Club
- Campionato macedone femminile: 1

Naše Taksi: 2011-2012
- Campionato tedesco di seconda divisione: 1

Cloppenburg: 2012-2013
- Campionato finlandese: 3

KuPS: 2021, 2022, 2023
- Coppa di Macedonia femminile: 1

Naše Taksi: 2011-2012

### Individuale
- Capocannoniere del campionato finlandese: 1

2020 (16 reti)